# Lida Berkhout
Alida Maria Johanna (Lida) Berkhout-Kuijs (Beverwijk, 21 december 1952) is een Nederlandse oud-atlete, die was gespecialiseerd in speerwerpen. Ze werd op dit atletiekonderdeel elf keer Nederlands kampioene.

## Biografie

### Als eerste over 50 m
Op 13 augustus 1972 gooide Kuijs (toen nog Berkhout), die lid was van de Beverwijkse atletiekvereniging DEM, in Heiloo met de oude speer (600 gram) voor de eerste maal een Nederlands record van 49,96 m, een verbetering met 38 cm van het toenmalige record van Greet Versterre uit 1967. Het jaar erop was Kuijs de eerste Nederlandse atlete die de 50 metergrens overschreed: op 15 april 1973 wierp de Beverwijkse de speer naar 50,78. Concurrente Elly van Beuzekom-Lute volgde Kuijs op de voet en kwam nog in dezelfde wedstrijd tot 50,56. Precies een week later was Kuijs haar record weer kwijt. In Heiloo wierp Van Beuzekom de speer naar 52,08. Vervolgens was het op 27 mei weer de beurt aan Kuijs: in Amsterdam kwam zij tot 52,98. Tegen de 54,36 die Van Beuzekom op 24 juni tijdens een damesinterland in Drachten produceerde, had de Beverwijkse geen verweer, waardoor de eerste als winnares uit deze tweestrijd tevoorschijn kwam. Intussen hadden de twee kemphanen binnen tien maanden het speerwerpniveau in Nederland op een aanzienlijk hoger peil gebracht.
Beiden zouden elkaar in de jaren erna nog verscheidene malen treffen en elkaar verder opstuwen tot speerwerpprestaties van in de 57 meter. Van Beuzekom trok daarbij aan het langste eind en bracht het nationale record in 1975 uiteindelijk op een niveau van 57,90. Dit record bleek meer dan tien jaar onaantastbaar.

### Comeback en EK
Berkhout-Kuijs stapte er in 1977 een jaartje tussenuit. Ze trad in het huwelijk en kreeg een dochter. Het jaar erna kwam zij terug en behaalde ze haar vijfde nationale titel. Met 56,30 liet ze de kampioene van de twee voorgaande jaren, Van Beuzekom die tot 55,14 kwam, opnieuw achter zich. Ook nam zij dat jaar deel aan de Europese kampioenschappen in Praag, waar zij met 52,14 niet door de kwalificatieronde kwam.
Berkhout bleef nog jaren actief als speerwerpster, tot in de verschillende masters-categorieën aan toe. Zij boekte daarin nog verschillende successen, waaronder in 1989 een Europese titel. Daarnaast vestigde zij in 1995 als lid van een 4 x 100 m estafetteteam van DEM een nationaal record voor clubteams in de masterscategorie V35.

## Kampioenschappen

### Internationale kampioenschappen
| Onderdeel   | Titel                     | Jaar |
| ----------- | ------------------------- | ---- |
| speerwerpen | Europees masterskampioene | 1989 |

### Nederlandse kampioenschappen
| Onderdeel   | Jaar                                                             |
| ----------- | ---------------------------------------------------------------- |
| speerwerpen | 1969, 1972, 1973, 1974, 1975, 1978, 1981, 1982, 1983, 1984, 1989 |

## Persoonlijke records
| Onderdeel                     | Prestatie | Datum        | Plaats    |
| ----------------------------- | --------- | ------------ | --------- |
| kogelstoten                   | 12,76 m   | 4 april 1976 | Nijmegen  |
| discuswerpen                  | 44,16 m   | 16 juli 1989 | Beverwijk |
| speerwerpen (600gr oud model) | 57,12 m   | 8 juni 1975  | Beverwijk |

## Onderscheidingen
- Unie Erekruis in goud van de KNAU - 1983